# Odopoia
Odopoia is een geslacht van vliesvleugeligen uit de familie Torymidae. De wetenschappelijke naam van dit geslacht is voor het eerst geldig gepubliceerd in 1871 door Walker.

## Soorten
Het geslacht Odopoia omvat de volgende soorten:
- Odopoia atra Walker, 1871
- Odopoia dentatinota (Girault, 1925)
- Odopoia josephinae Boucek, 1988
- Odopoia philippiae (Risbec, 1952)
- Odopoia reticulata Sureshan, 2007